# Émile Friant

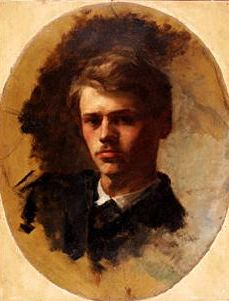
Autorretrato.

Émile Friant (Dieuze, 16 de abril de 1863 - París, 9 de junio de 1932) fue un pintor francés.

## Inicios

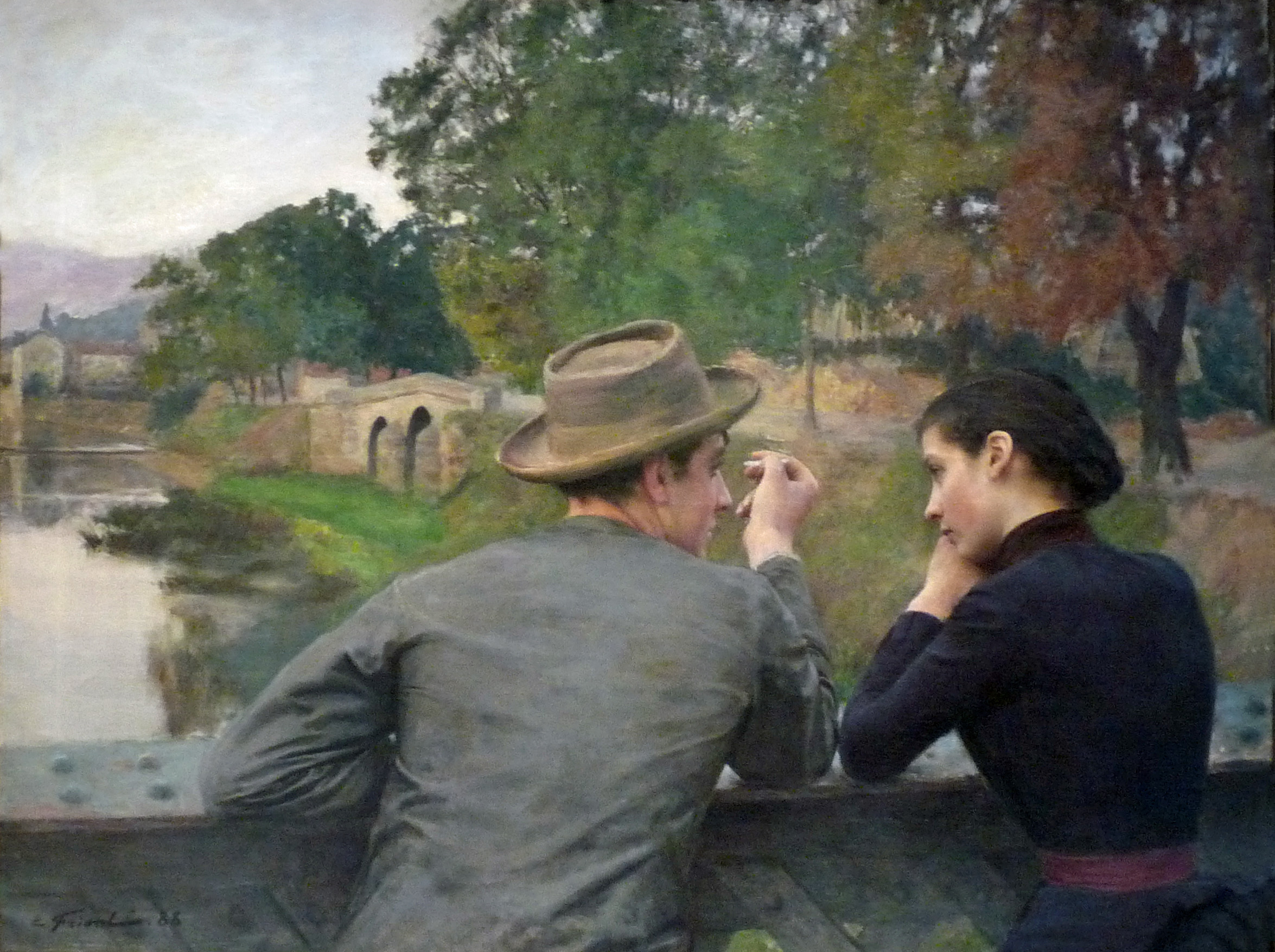
Emile Friant - Les Amoureux - Musée des beaux-arts de Nancy

Émile Friant nació en Dieuze de 1863. Después de la Guerra Franco-Prusiana y la anexión de Alsacia-Lorena al Imperio alemán en 1871, su familia se traslada a la ciudad de Nancy donde se instalan. Allí asiste al colegio Loritz antes de ser admitido en la Escuela de Bellas Artes de Nancy, en cuyos salones exhibe sus obras desde la edad de 15 años.
Sus exposiciones en los salones de la escuela de bellas artes fue pronto remarcada y el artista se ve recompensando por una beca de estudios en la escuela de bellas artes de París, allí frecuenta al pintor Alexandre Cabanel del cual se convierte en discípulo.

## Distinciones

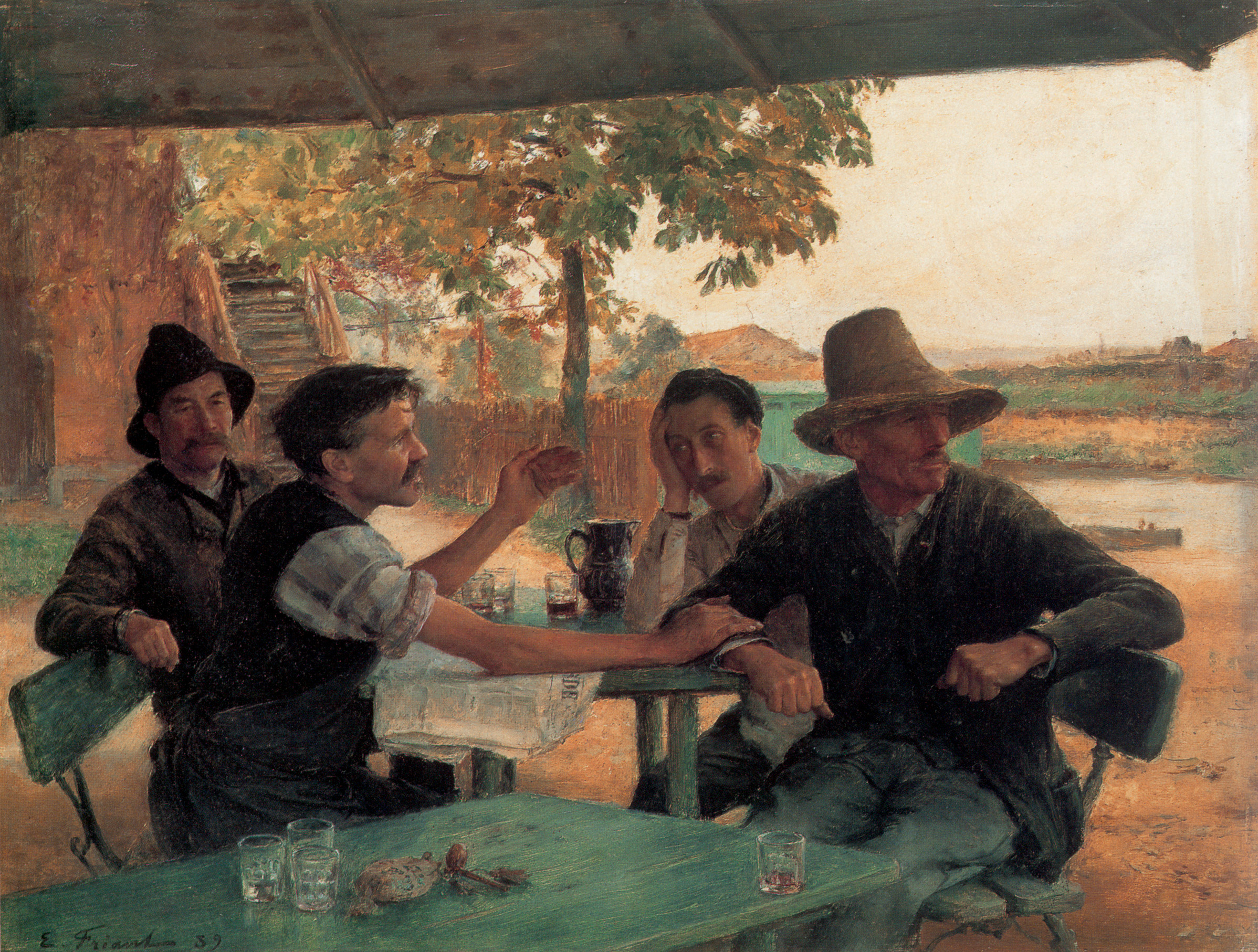
Friant - La Discussion politique

Emile Friant es recompensado por el segundo Premio de Roma en 1883 por su obra (Edipe maudissant son fils Polynice). En 1889 en la ocasión de la exposición universal recibe la medalla de oro por su pintura La Toussaint, su futuro está asegurado y su trabajo por fin reconocido, a partir de este momento encargos de cuadros le comenzaran a llegar de diferentes partes del mundo.

## Estilo

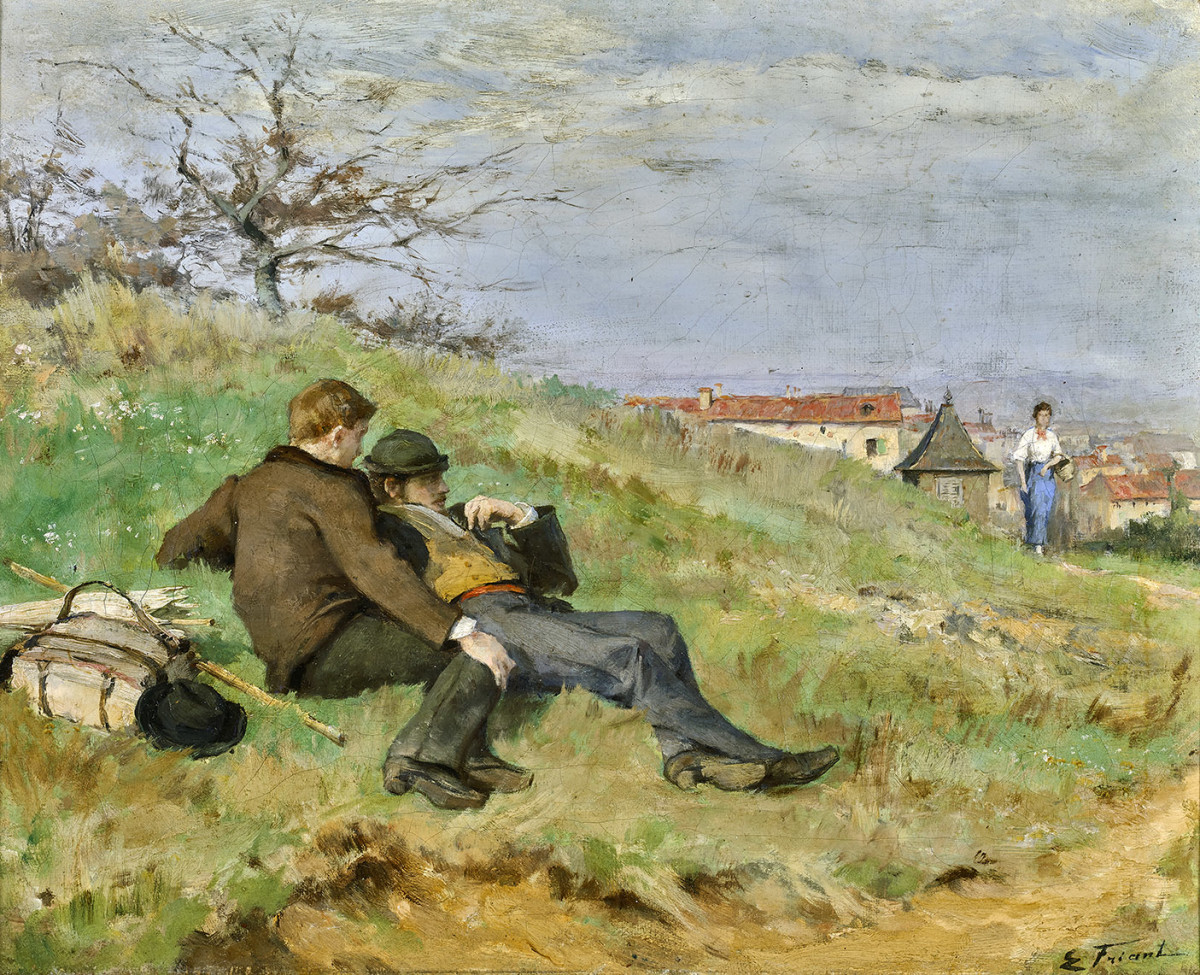
Mathias Schiff y Camille Martin por Émile Friant

Friant es un pintor naturalista, perteneciente a la corriente artística de la École de Nancy, aunque su pintura no está encuadrada en el estilo Art Nouveau, sus pinturas se concentran en escenas de la vida cotidiana o retratos a los cuales su familia y amigos le servían de modelos.
En la época su estilo fue juzgado como demasiado realista y en efecto el realismo de la pintura de Friant es muy cercano a la fotografía y a las nuevas tecnologías que le apasionaban.
Además de pintar, Friant imparte clases en la escuela nacional de bellas artes de Nancy.
En 1923 se convierte en miembro de la academia de Bellas Artes y en 1931 fue condecorado con la Legión de Honor, fallece en París el 9 de junio de 1932, poco después fue enterrado en su querida Nancy en el Cementerio de Préville.
Una parte de su vida está novelada en el relato de Philippe Claudel, Adiós, señor Friant, Oviedo, KRK, 2017 ISBN 978-84-8367-560-1

## Principales obras
- Un étudiant (1885) Museo de Bellas Artes de Nancy
- La toussaint (1886) Museo de Bellas Artes de Nancy
- Ombres portées (Sombras marcadas) (1891) Musée d'Orsay
- La douleur (1898) Museo de Bellas Artes de Nancy
- Les amoureux, Museo de Bellas Artes de Nancy
- La discussion politique, Colección Privada
- La lutte (1889) Colección Privada
- La expiación (1909) Colección Privada
- Retrato de madame Coquelin Mére, Colección Privada
- Tendrese maternel, Colección Privada
- Retrato de madame Petitjean, Colección Privada
- La visite au studio (1906) Colección Privada
- Autorretrato, Colección privada
- Retrato de Albert Jasson (1911) Museo de Bellas Artes de Nancy.